# Набутий імунодефіцит
Набутий імунодефіцит, або вторинний імунодефіцит — набутий при індивідуальному розвитку організму (онтогенезі) імунодефіцит. Він виникає у результаті недостатнього харчування, впливу іонізуючого випромінювання, захворювання на лейкоз тощо.
Набутий імунодефіцит є результатом дії чинників довкілля на імунну систему. До найповніше вивчених чинників набутого імунодефіциту належать опромінення, фармакологічні засоби і синдром набутого імунодефіциту (СНІД) людини, який спричинює вірус імунодефіциту людини (ВІЛ).
| Медицина | Це незавершена стаття з медицини. Ви можете допомогти проєкту, виправивши або дописавши її. |